# Хёк, Карл
Карл Фридрих Кристиан Хёк (13 мая 1794 года, Эльбер-ам-вайсен-Веге, Нижняя Саксония — 13 января 1877 года, Гёттинген) — немецкий историк, филолог и библиотекарь. Автор трудов по античной истории и классической филологии.

## Биография

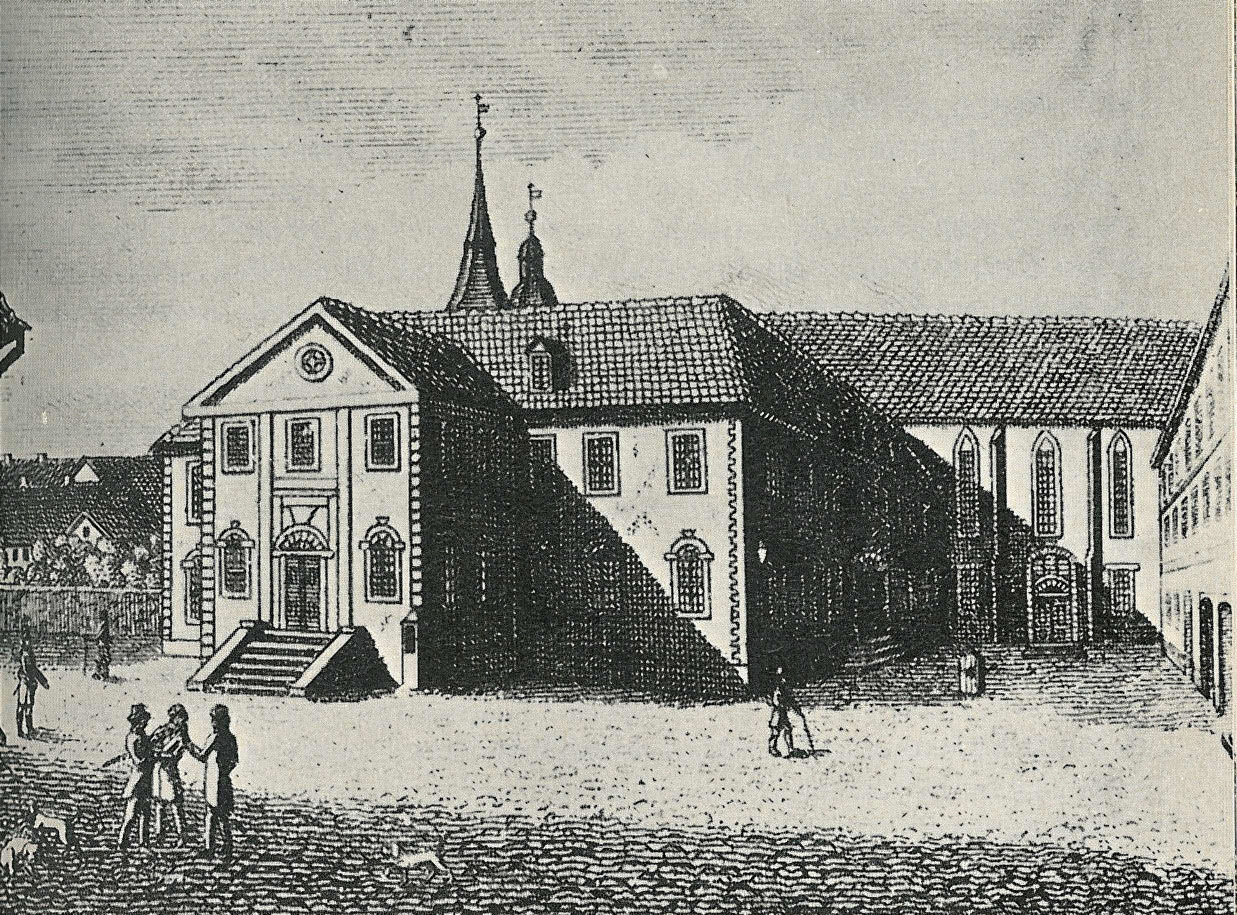
Здание Гёттингенского университета и библиотеки. 1815 год

Родился в местечке Эльбер-ам-вайсен-Веге в Нижней Саксонии (Oelber am weißen Wege), учился в Герцогской высшей школе в Вольфенбюттеле, затем изучал классику с 1812 по 1816 год в университете Георга-Августа в Гёттингене. Ещё в студенческие годы начал работать в библиотеке Гёттингенского университета: в 1814 году стал ассистентом, а в 1815 году секретарём. Ближе к концу учёбы вместе с Кристианом Карлом Йозиасом фон Бунзеном, Карлом Лахманном и Эрнстом Шульце он был членом филологического семинара и специализировался под руководством Арнольда Геерена по древней истории.

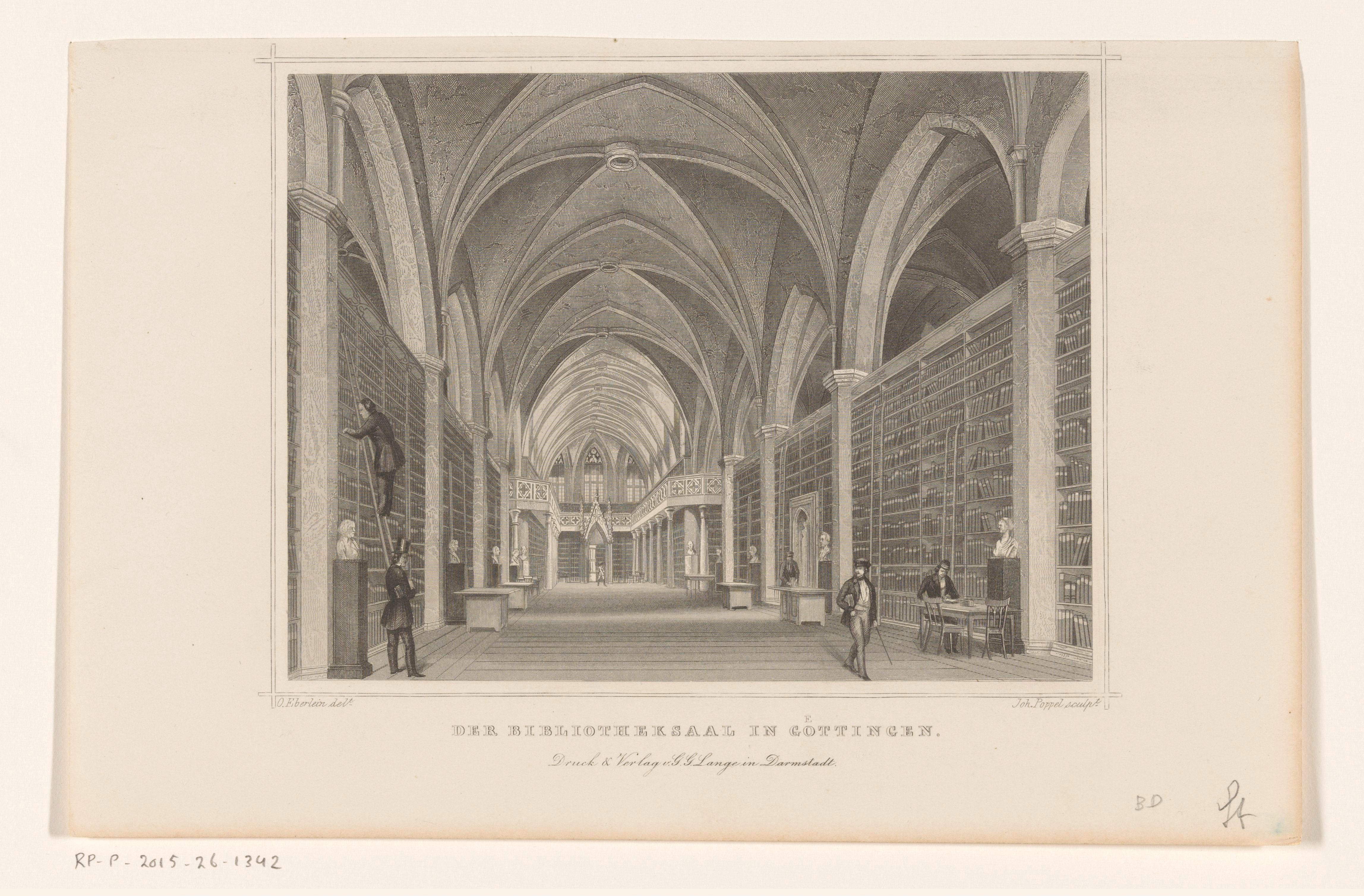
Библиотека Гёттингенского университета. 1832—1852 гг

В 1816 году получил премию за опубликованный научный труд, 3 марта 1818 года стал доктором, а с Пасхи того же года работал лектором по классической филологии и древней истории в Гёттингенском университете. Как филолог он проводил экзегетические мероприятия (объяснение непонятных мест) по трудам историков Геродота и Ливия и оратора Демосфена, как историк по всей области древней истории и античности. В Гёттингенский университет стремились попасть многие молодые русские дворяне того времени.
В 1823 году назначенный адъюнкт-профессором Карл Хёк опубликовал первый том своего основного труда по мифологии, истории, религии и устройству острова Крит от доисторических времён до римского периода. В первом томе он рассматривал топографию и предысторию острова, во втором (1828 г.) написал о минойском Крите, в третьем (1829 г.)— дорическом. Хотя эта работа была высоко оценена профессиональным миром, её успеху помешали недавно опубликованные Карлом Отфридом Мюллером «Истории греческих племен и городов» (Бреслау, 1820—1824 гг.).
На карьеру Хёка это обстоятельство не повлияло. Через два года после решения призовой задачи, поставленной Гёттингенским королевским научным обществом, в 1831 году он был назначен профессором классической филологии и древней истории. В 1835 году университетская библиотека назначила его младшим библиотекарем и приняла его в библиотечную комиссию. В 1839 году он был принят на почётный факультет университета, а в 1841 году стал полноправным членом Королевского общества наук. Траурная речь Хёка на похоронах своего учителя Геерена в 1842 году, была напечатана в 1843 году.
В 1940-х годах появилась вторая крупная работа Хёка, посвященная истории Рима от упадка республики до императора Константина. Хёк уделял особое внимание конституции и управлению Римской империей. Материала становилось всё больше и работа осталась незавершенной: только первый том, охватывающий период от Августа до Нерона, вышел в трех частях (1841, 1843, 1850).
Пик своей карьеры Хёк пережил в 1845 году, когда он был назначен преемником покойного Георга Фридриха Бенеке — стал руководителем университетской библиотеки (в 1830—1837 гг. старшим библиотекарем был Якоб, младшим — Вильгельм Гримм). Здесь он прослужил тридцать лет, в 1858 году получил звание старшего библиотекаря, в 1862 году был назначен советником. Он управлял библиотекой в соответствии со старыми принципами и организационными формами, которые восходят к Кристиану Готтлобу Хейну (филолог и археолог). Кроме того, из-за стагнации с 1830-х годов в реформах и не было особой необходимости.
В 1865 году он стал почётным гражданином города Гёттингена.
В 1875 году, проработав шестьдесят лет в библиотеке Гёттингенского университета, Хёк вышел на пенсию и оставил руководство библиотекой. Он умер в Гёттингене два года спустя, в 1877 году, в возрасте 83 лет.